# Kiaby kyrka
Kiaby kyrka är en kyrkobyggnad som ligger nära Bäckaskogs slott. Den tillhör Fjälkinge församling i Lunds stift.

## Kyrkobyggnaden
Kyrkan är av tegel och uppfördes vid 1200-talets mitt.
Under 1400-talets senare del försågs innertaket med stjärnvalv. Kalkmålningarna tillkom även då, utförda av Fjälkingemästaren. Nuvarande kyrktorn byggdes också till. 1790 byggde man till en bred korsarm åt norr.
I koret finns målningar som gestaltar Marie bebådelse, Jesu korsfästelse, gravläggning, uppståndelse samt himmelsfärd. Målningen med kristi himmelsfärd upptar nästan hela norra korväggen.

## Inventarier
- Ett krucifix från kyrkans byggnadstid hänger i triumfbågen. Kristusfiguren är utrustad med en krona av koppar och sandaler av silver.
- Dopfunten av sandsten är samtida med kyrkan.
- Altarskåpet är ett nordtyskt arbete från omkring år 1500.
- Predikstolen är tillverkad i början av 1700-talet. På korgens bildfält finns de fyra evangelisterna avbildade. På korgen finns fyra timglas som visar timmens fyra kvarter.
- I tornets tredje våning hänger två kyrkklockor, där den större är från 1741 och den mindre från 1763.

### Orgel
- 1900 flyttades en orgel hit från Fjälkinge kyrka. Orgeln var byggd 1824 av Pehr Strand och Pehr Zacharias Strand, Stockholm. och hade 12 stämmor.
- 1939 byggde Bo Wedrup, Uppsala en orgel med 18 stämmor.
- Den nuvarande orgeln byggdes 1985 av J. Künkels Orgelverkstad AB, Lund och är en mekanisk orgel.

| Huvudverk I   | Svällverk II        | Pedal      | Koppel |
| Gedackt 8´    | Rörflöjt 8´         | Subbas 16´ | I/P    |
| Principal 4'  | Blockflöjt 4'       |            | II/P   |
| Waldflöjt 2'  | Sesquialtera 2 2/3' |            | II/I   |
| Mixtur 3 chor | Sesquialtera 1 3/5' |            |        |
|               | Oktava 1'           |            |        |
|               | Crescendosvällare   |            |        |

## Bildgalleri

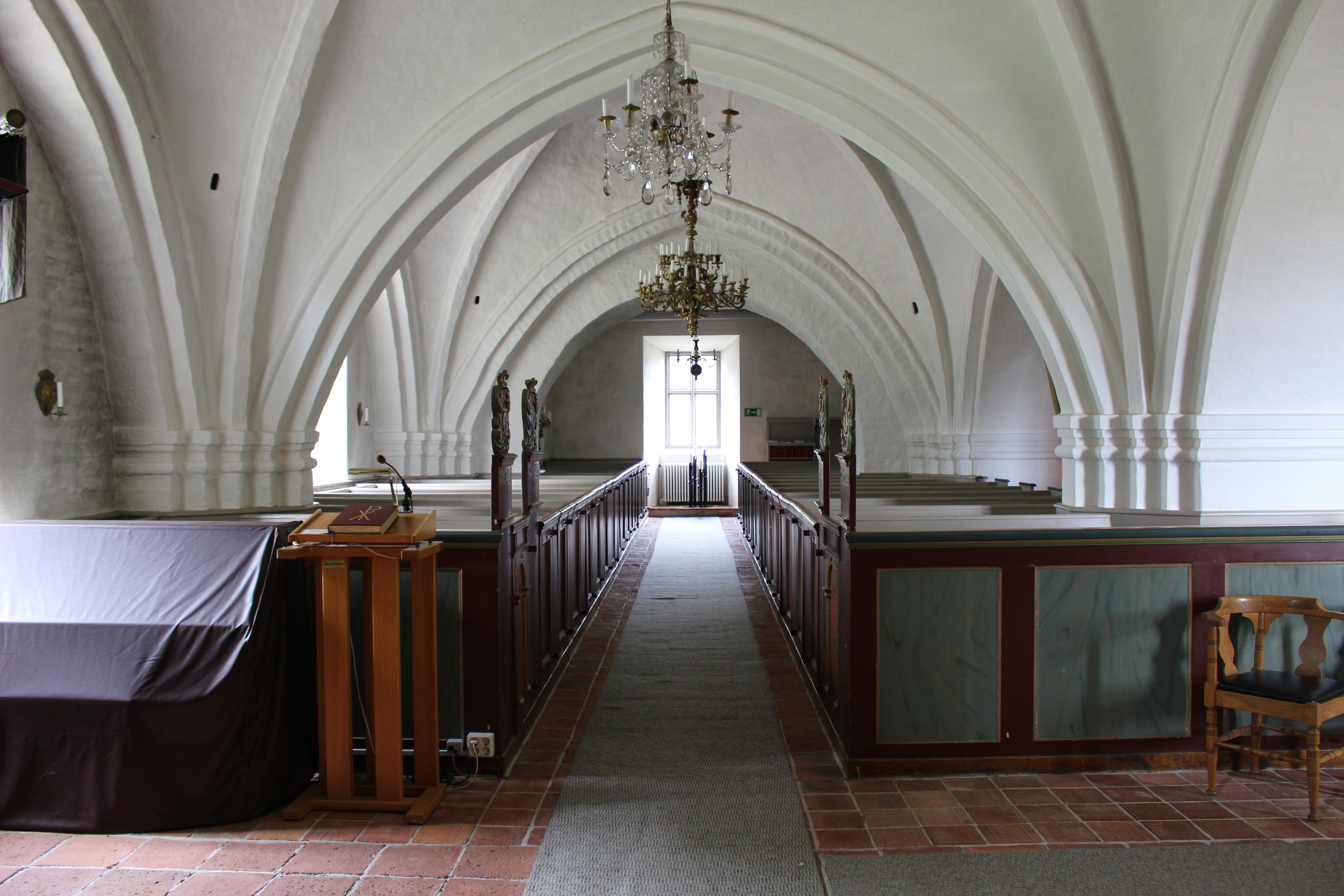
Kyrkorum mot väster
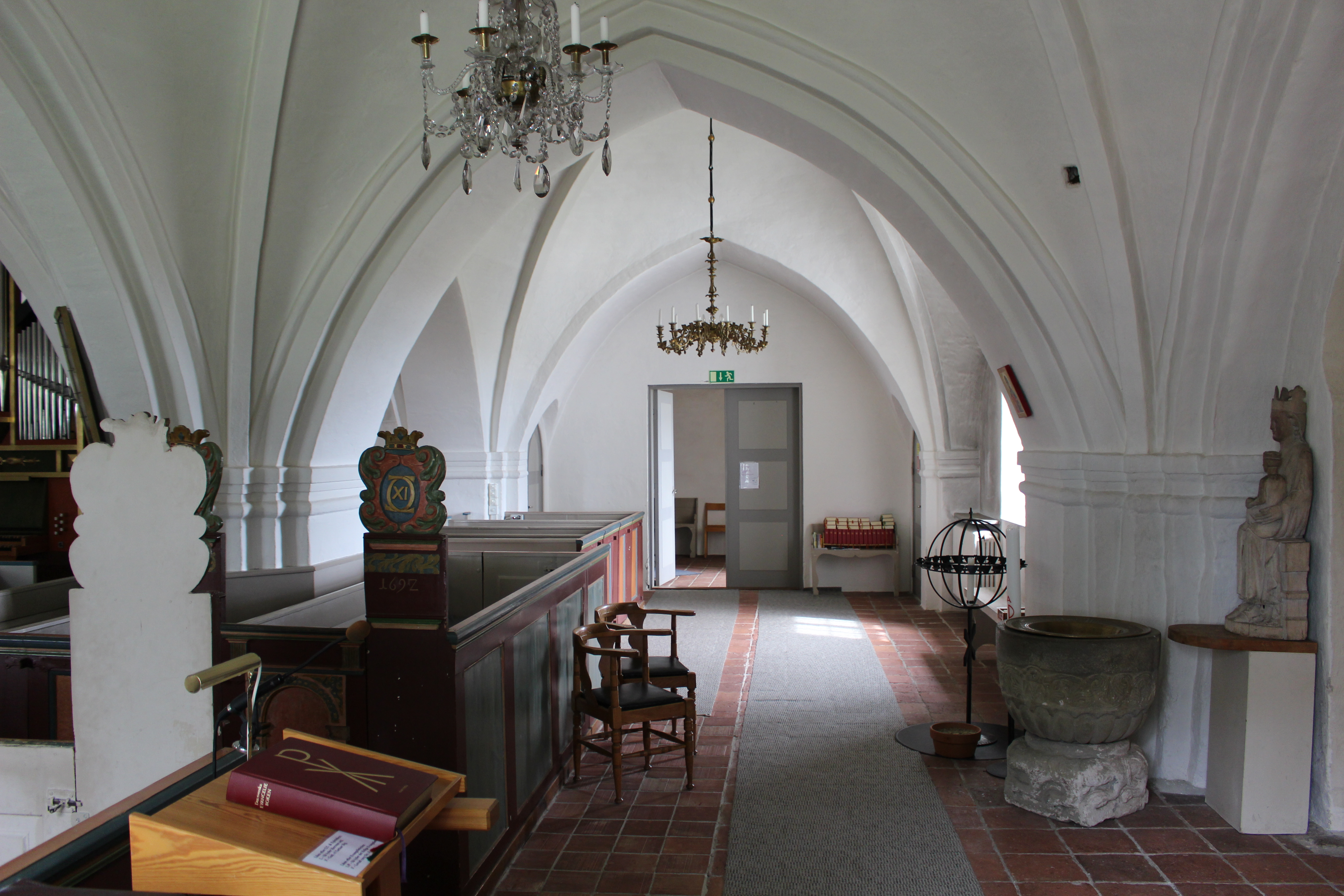
Kyrkorum mot norr
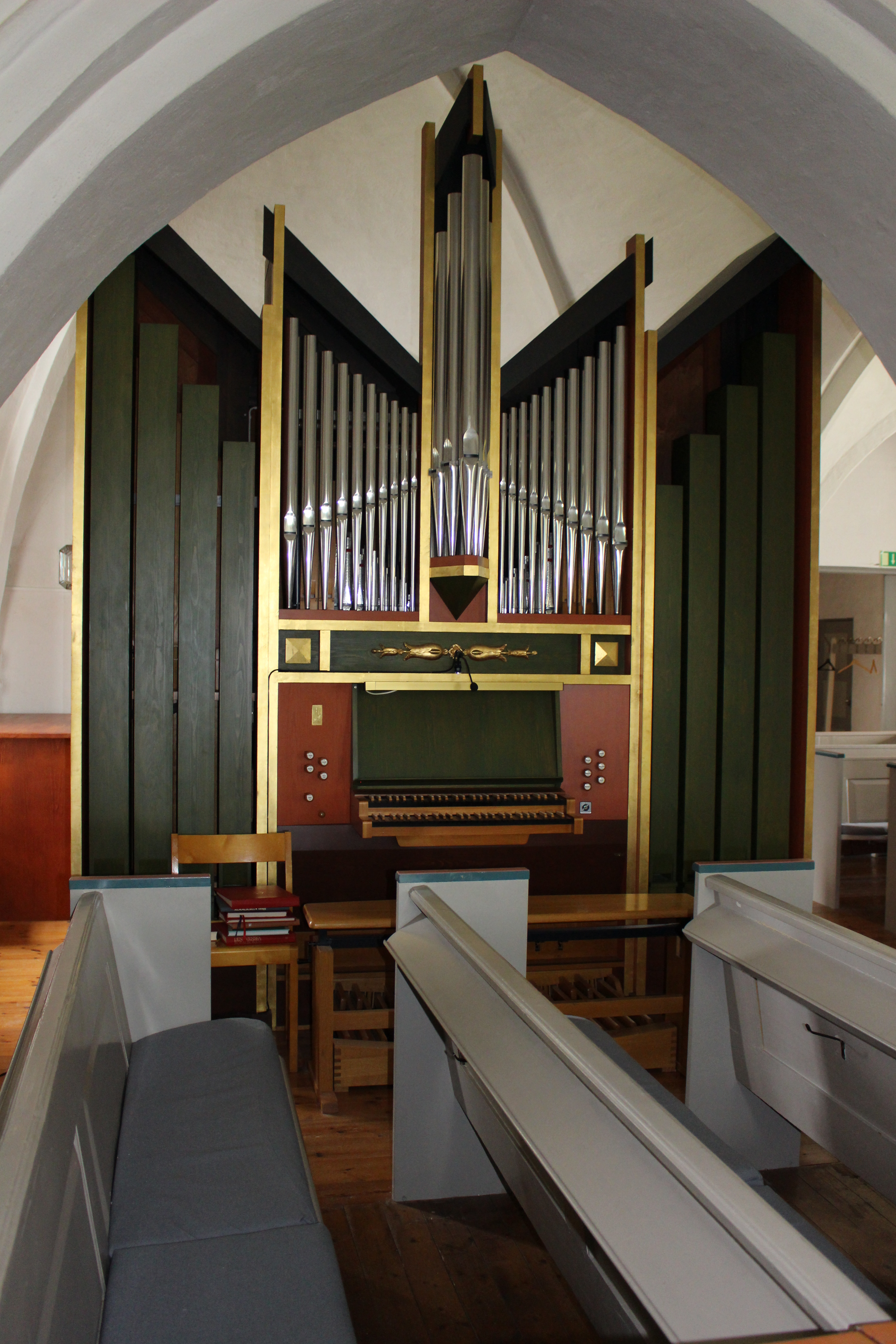
Orgeln i norra korsarmen
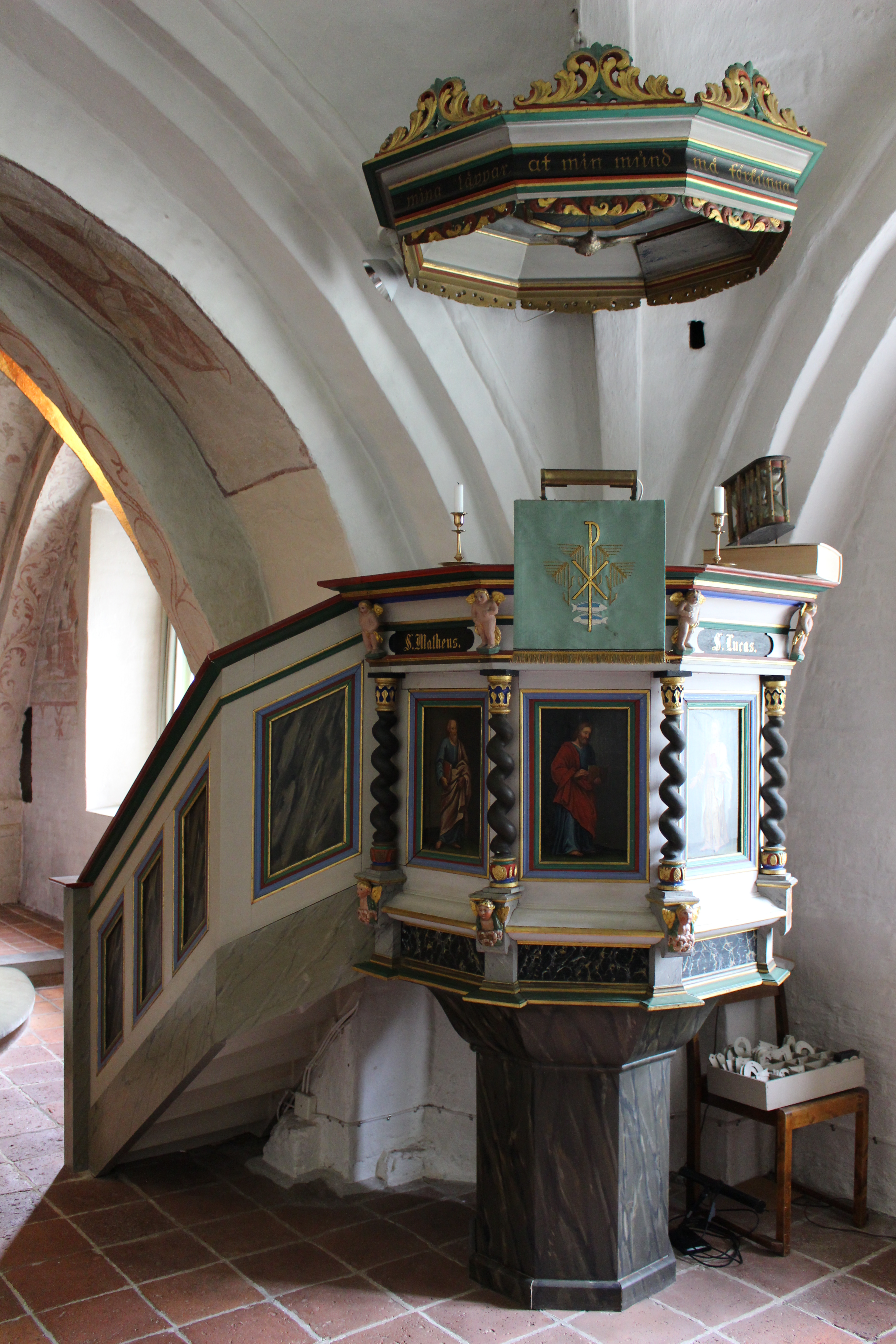
Predikstol
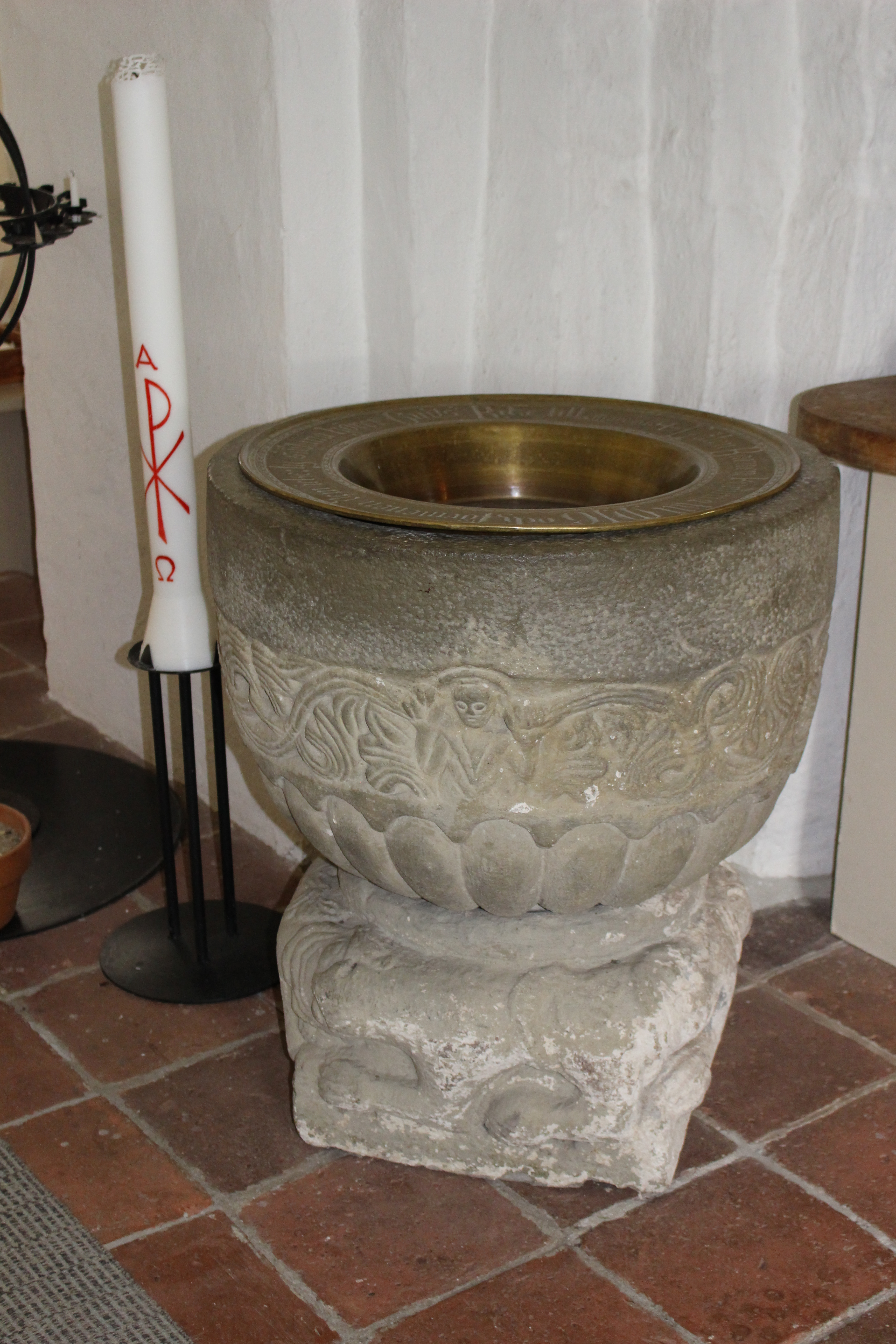
Dopfunt
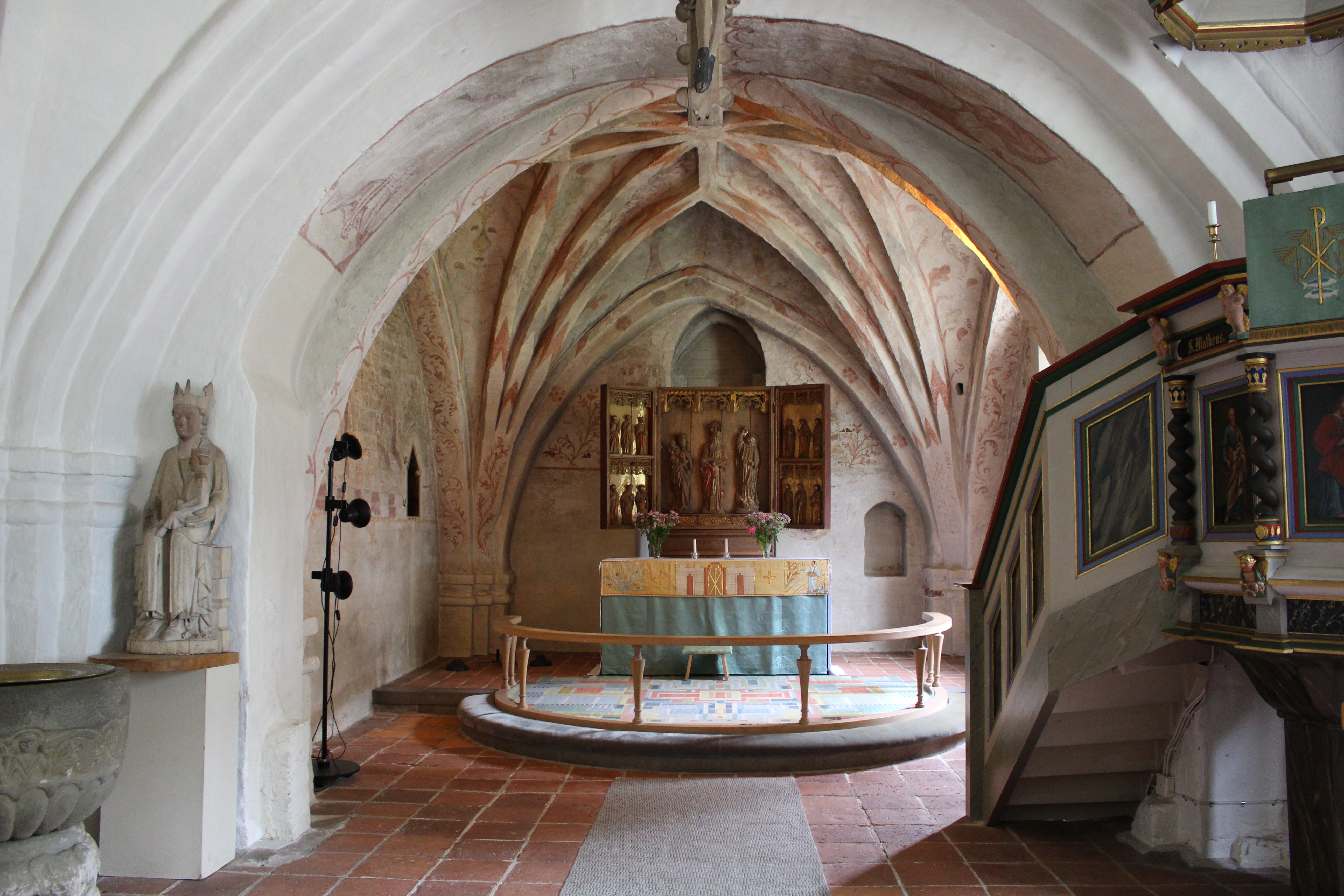
Vy mot koret
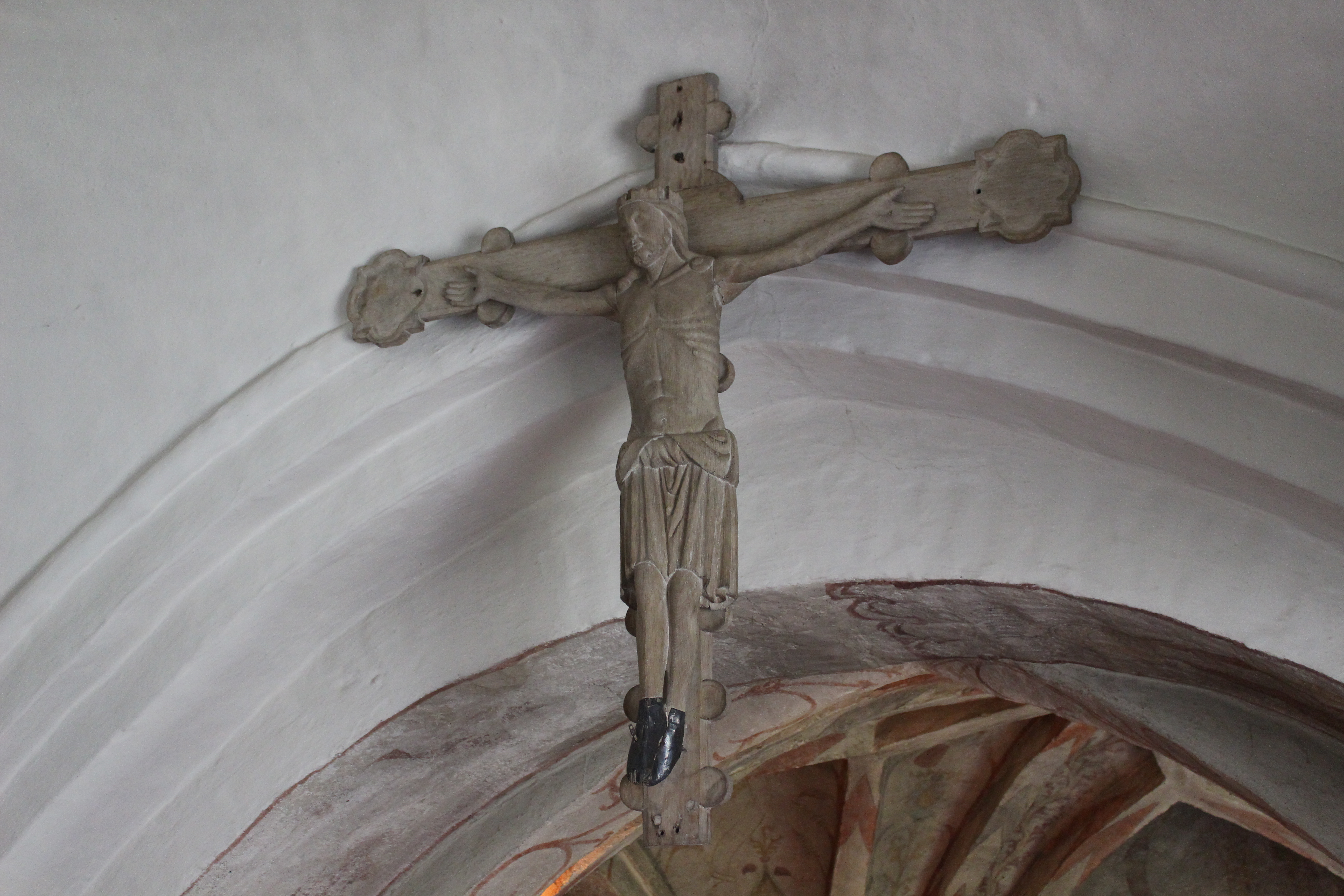
Krucifix på korets valvbåge
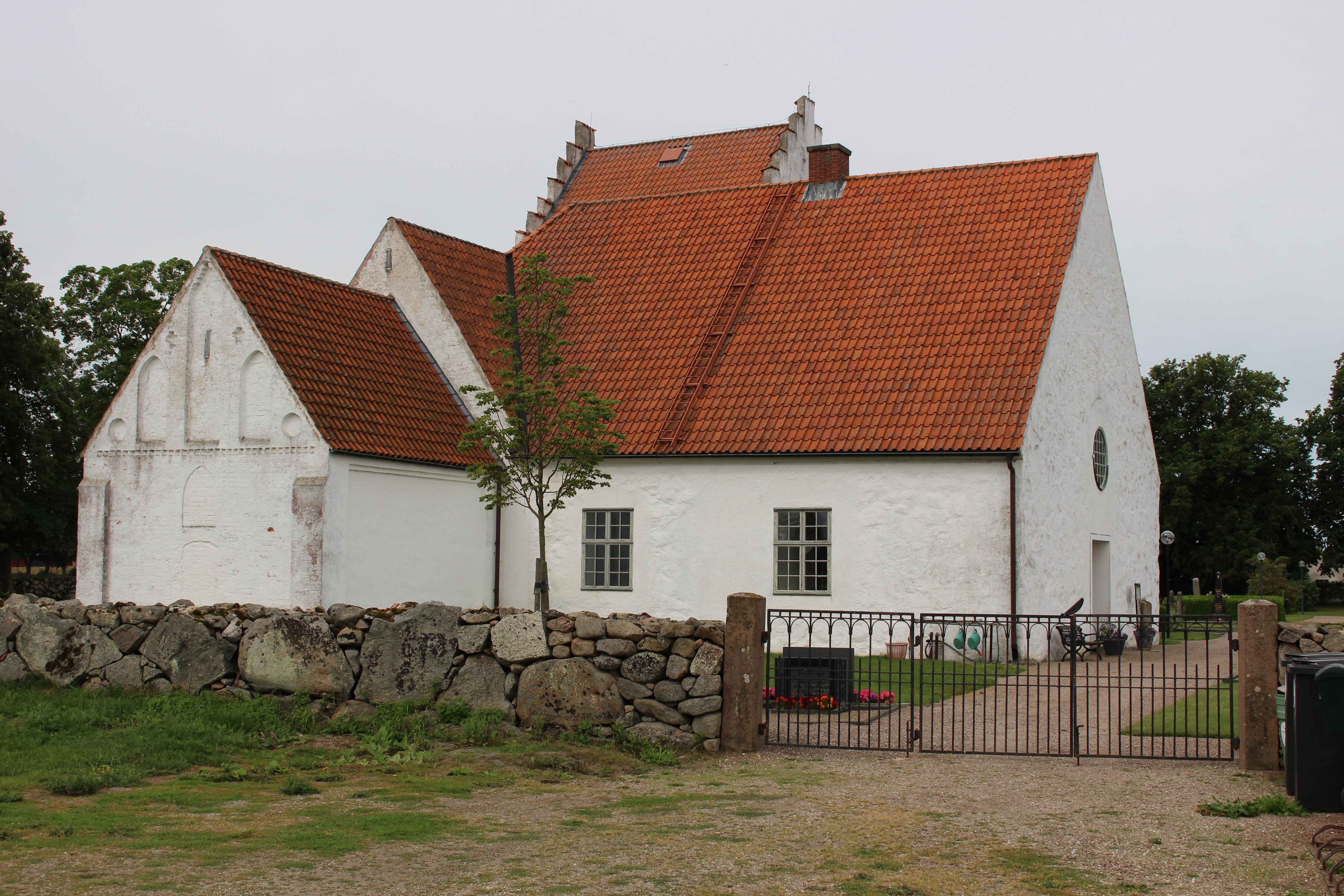
Kyrkan från nordost
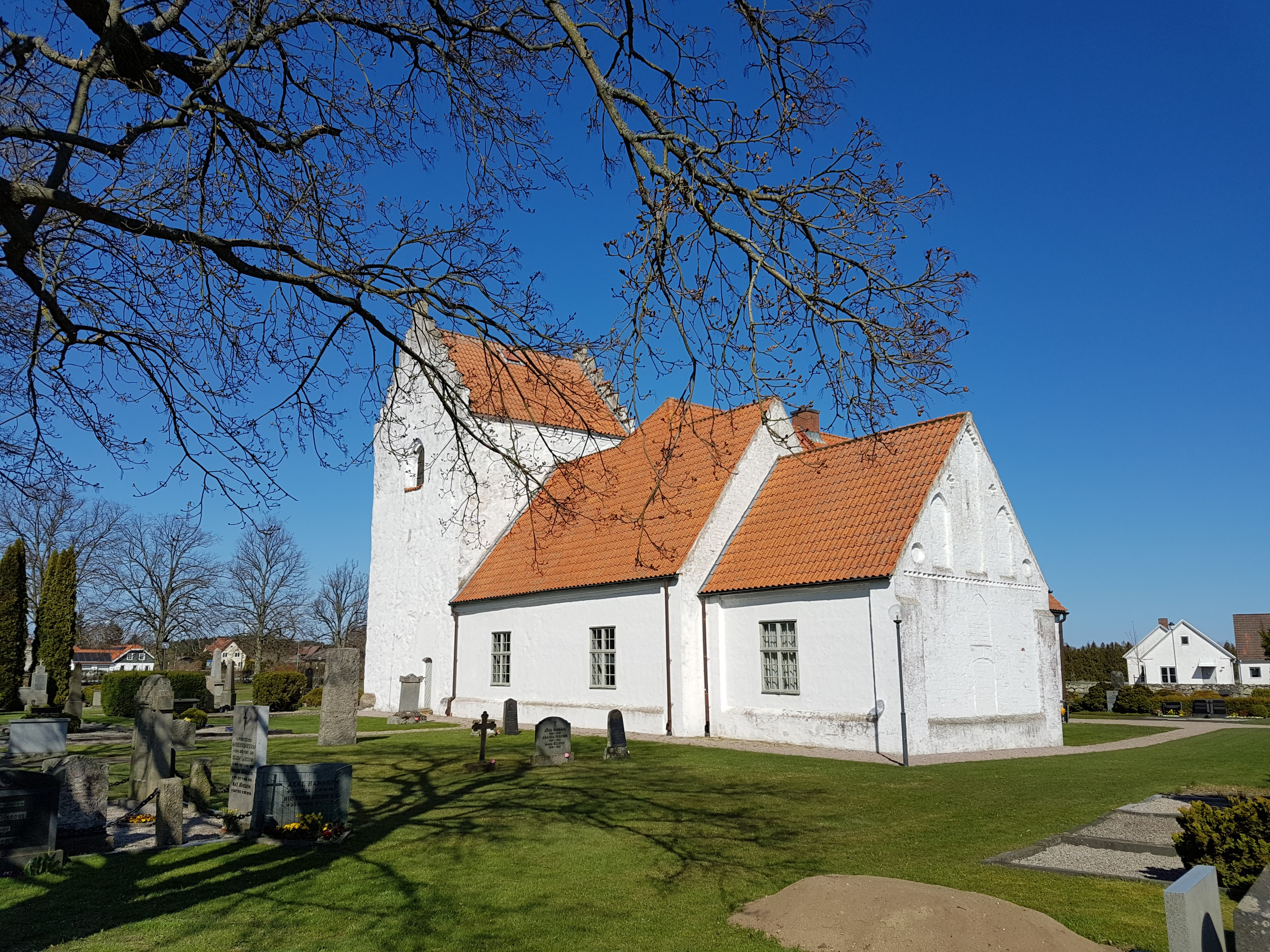
Kyrkan från sydost